# DT-75
DT-75 (ros. ДТ-75) – gąsienicowy ciągnik rolniczy i przemysłowy skonstruowany w Wołgogradzkiej Fabryce Traktorów (WgTZ), produkowany od 1962 roku do początku XXI wieku w kilku wersjach w ZSRR, a następnie Rosji. Używany także między innymi jako spycharka.

## Historia
Ciągnik gąsienicowy DT-75 stanowił następcę ciągnika DT-54, produkowanego od 1949 roku w Stalingradzkiej Fabryce Traktorów (od 1961 roku – Wołgogradzka Fabryka Traktorów, Wołgogradskij Traktornyj Zawod – WgTZ). Już w połowie lat 50. podjęto zadanie zastąpienia go nowocześniejszą konstrukcją, lecz opracowany w latach 1957–1958 ciągnik DT-56 nie przeszedł pomyślnie prób i nie został skierowany do produkcji. Udane okazały się natomiast prace nad kolejnym ciągnikiem DT-75, prowadzone pod kierunkiem Michaiła Szarowa. 16 lipca 1959 roku zmontowano dwa prototypy, a następnie do początku kolejnego roku 22 ciągniki serii próbnej, które poddano badaniom. Nowy ciągnik miał lepsze parametry, w tym większą prędkość, a przy tym był prostszy w produkcji. Zachowano w nim ogólny układ zawieszenia ciągnika DT-54. Ciągnik otrzymał nowocześniejszą opływową kabinę typu samochodowego. Zbiornik paliwa był umieszczony w pierwszych wersjach za kabiną.
Władze ZSRR postanowiły w 1960 roku skierować ciągnik DT-75 do produkcji. W międzyczasie produkowano przejściowy starszy model DT-54B z niektórymi nowymi podzespołami, jak kabina, system hydrauliczny i zawieszenie. Pierwsza partia ciągników DT-75 została skierowana dla radzieckiego wielkoobszarowego rolnictwa już w lipcu 1962 roku, natomiast oficjalnym początkiem produkcji stał się 30 grudnia 1963 roku, kiedy DT-75 zamienił DT-54 na głównej taśmie montażowej WgTZ. Od 1968 roku ciągnik DT-75M produkowano również w Pawłodarskiej Fabryce Traktorów w Pawłodarze.

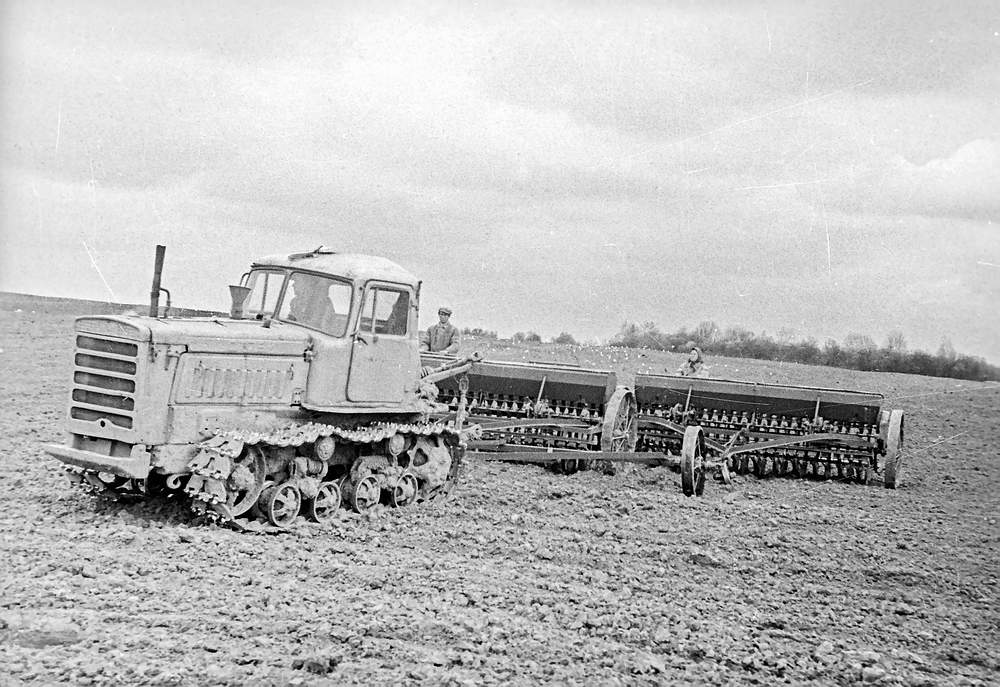
Wczesny DT-75 w rolnictwie ZSRR

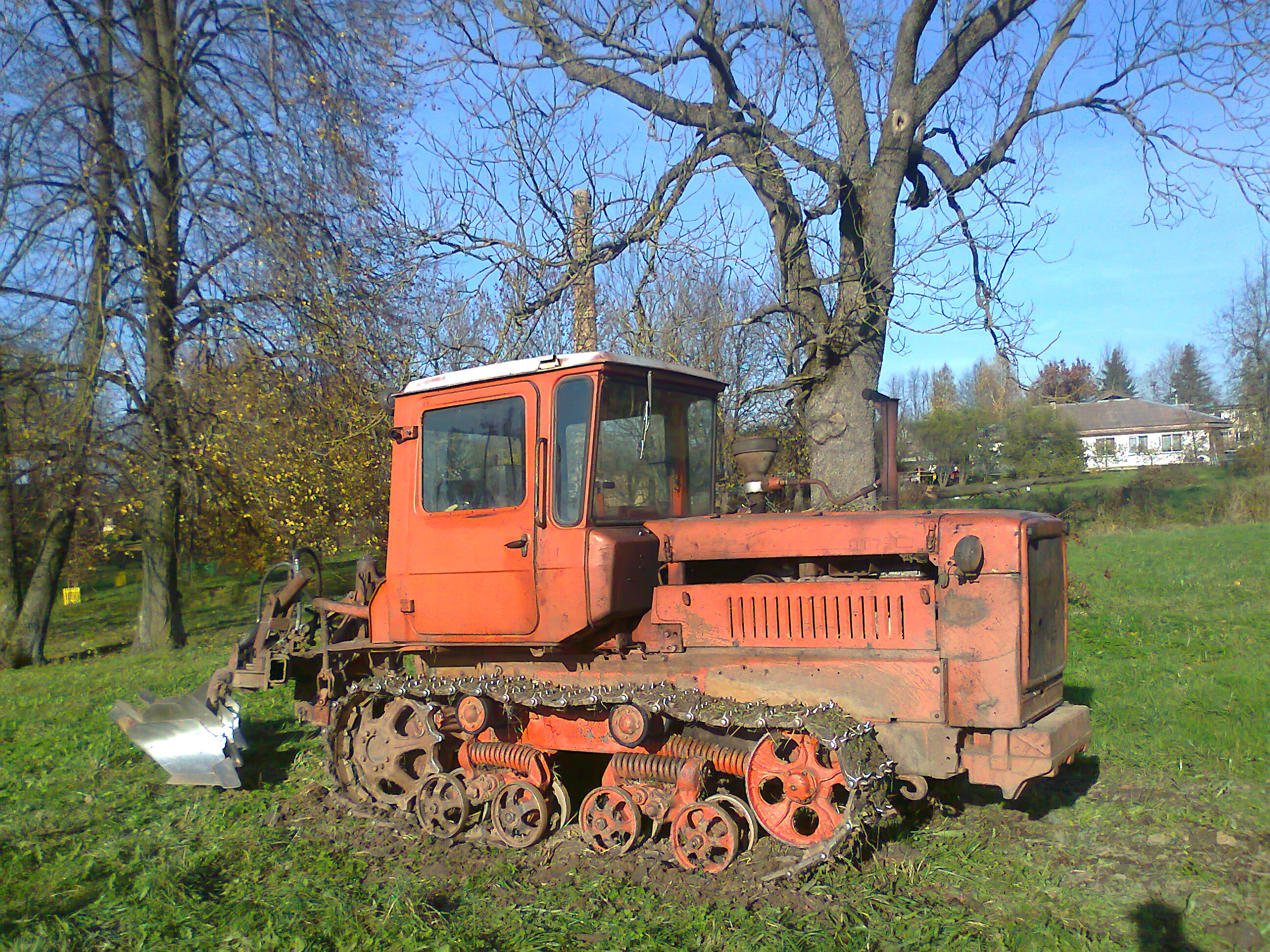
DT-75 z późną kabiną produkcji WgTZ

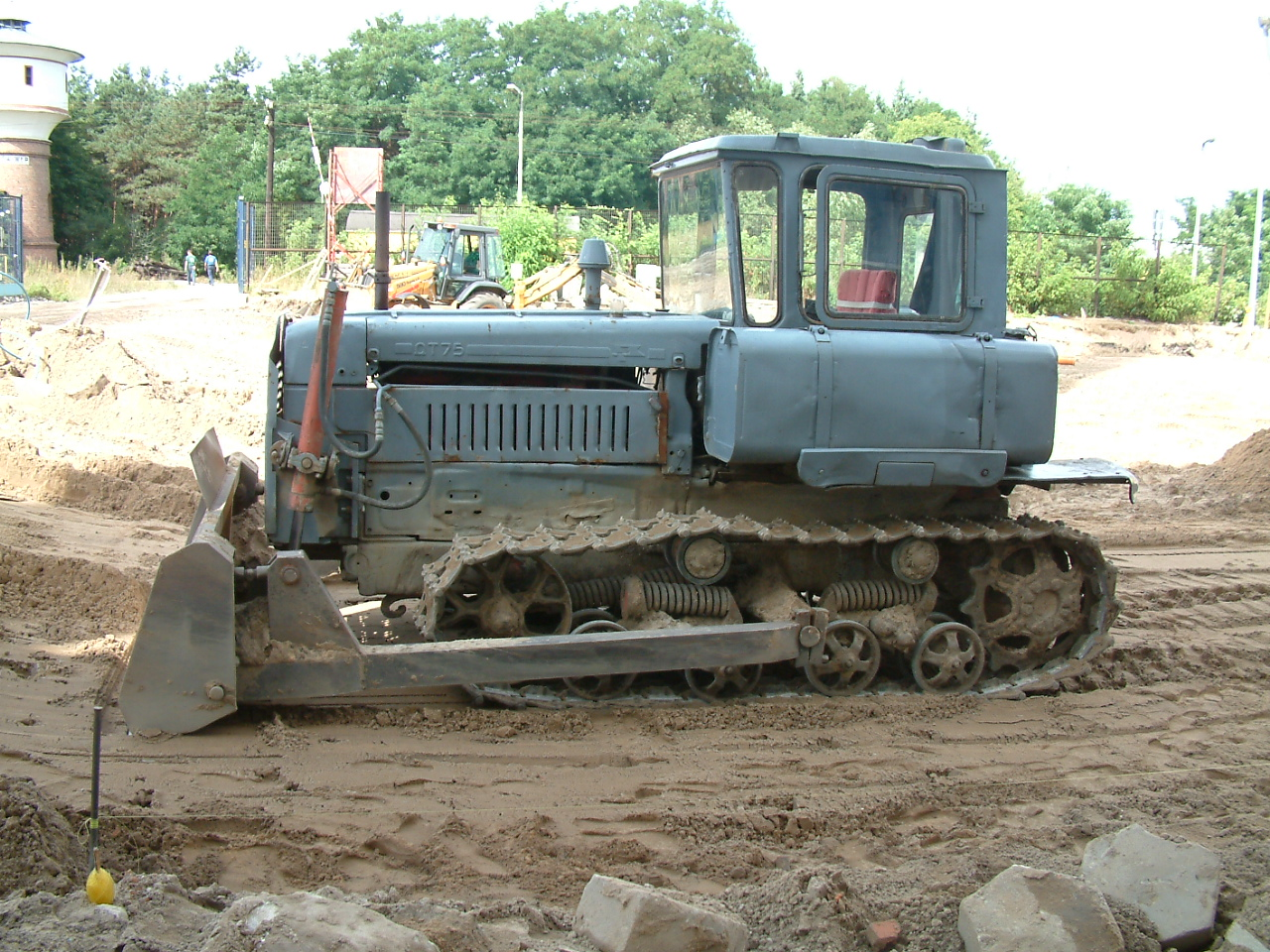
Spycharka DT-75 z późną kabiną i zbiornikiem paliwa po lewej

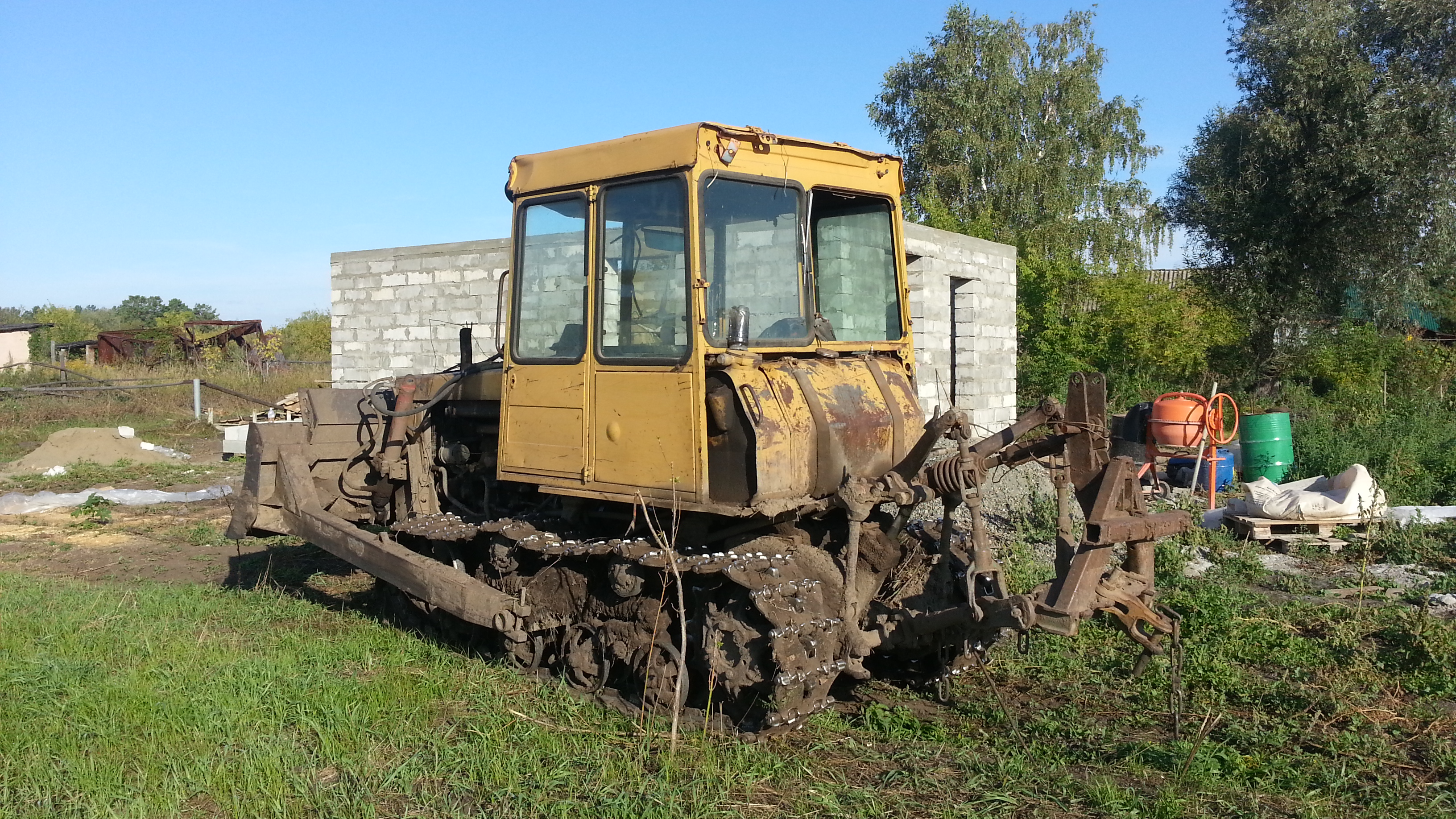
DT-75MŁ z wysoką kabiną produkcji PTZ

W toku produkcji powstawały kolejne odmiany, a sam ciągnik był modernizowany i znacząco zmieniał wygląd. Pierwszą modernizację stanowił DT-75M, wprowadzony do produkcji 28 sierpnia 1967 roku. Wprowadzono w nim mocniejszy silnik A-41 (90 KM), ulepszono mechanizmy przeniesienia napędu, podwyższono dach kabiny. Od 1978 roku produkowano w WgTZ bazowy model drugiego pokolenia DT-75D. Posiadał on wyższą kanciastą kabinę z przednią szybą o ujemnym nachyleniu, przesuniętą w prawo w stosunku do osi ciągnika, a po jej lewej stronie na zewnątrz umieszczony był zbiornik paliwa. Różnił się też przód nadwozia z osłoną chłodnicy. Wysokość z kabiną wynosiła 2710 mm. Produkowano następnie kolejne modele, różniące się m.in. silnikiem. Odmiany z bakiem paliwa po lewej stronie produkowano tylko w WgTZ. Od 1986 roku produkowano natomiast w PTZ własny model DT-75MŁ z nową obszerną wysoką kanciastą kabiną na całą szerokość ciągnika (wysokość: 2923 mm).
Ciągniki produkowane w Wołgogradzie były typowo czerwone, a ciągniki produkowane w Pawłodarze niebieskie z białym dachem (DT-75M) lub żółte z białym dachem (DT-75MŁ). Traktory produkcji PTZ miały ponadto markę „Kazachstan” po bokach maski.
W Pawłodarze ciągniki DT-75M produkowano do 1992 roku, a modele pochodne – do upadłości fabryki w 1998 roku. Produkcja w Wołgogradzie w zmodernizowanych odmianach przetrwała do XXI wieku. W 2009 roku została przekazana do spółki-córki Wołgogradzka Spółka Traktorowa (Wołgogradskaja Traktornaja Kompanija). Ogółem do początku drugiej dekady XXI wieku wyprodukowano ich 2 741 000 sztuk. Od 1965 roku były przedmiotem eksportu, głównie do krajów bloku wschodniego (m.in. Polska, Bułgaria, Czechosłowacja) oraz państw zaprzyjaźnionych, jak Kuba i niektóre państwa afrykańskie. Ceniony był za niezawodność i wyjątkowo prostą konstrukcję.

## Wersje
- DT-75 (ДТ-75) – model bazowy, produkowany seryjnie od 1963 roku w WgTZ.
- DT-75B (ДТ-75Б) – model o zmniejszonym nacisku jednostkowym do pracy na terenach błotnistych (bołotochodnyj), o większej powierzchni styku gąsienic, z opuszczanymi kołami napinającymi (1964 rok)[3]
  - DT-75BW (ДТ-75БВ) – model B z bakiem paliwa z boku kabiny[3]
- DT-75K (ДТ-75К) – model do pracy na stokach o większym nachyleniu do 20° (krutoskłonnyj), z mechanizmami podwieszeń z przodu i tyłu (1964 rok)[3]
- DT-75M (ДТ-75М) – zmodernizowany model bazowy z silnikiem A-41 (1967 rok)[2]
  - DT-75M (ДТ-75М) „Kazachstan” – model M produkowany w PMZ
  - DT-75MŁ (ДТ-75МЛ) „Kazachstan” – model M z nową wysoką kanciastą kabiną produkowany w PMZ (1986 rok)[6][2]
  - DT-75MW (ДТ-75МВ) – model M z bakiem paliwa z boku kabiny produkowany w WgTZ[3]
- DT-75W (ДТ-75В) – model z bakiem paliwa z boku kabiny[3]
- DT-75D (ДТ-75Д) – zmodernizowany model bazowy z nową kabiną i bakiem paliwa po lewej stronie (1978 rok)[1]
  - DT-75DRS2 (ДТ-75ДРС2) – ciągnik przemysłowy, przystosowany jako spycharka[1]
  - DT-75DT (ДТ-75ДТ) – model dla przemysłu torfowego, o obniżonym nacisku – z poszerzonymi gąsienicami, bak paliwa z boku kabiny[1]
- DT-75N (ДТ-75Н) – inny silnik (bak paliwa z boku kabiny)[3]
  - DT-75NB (ДТ-75НБ) – model N o zmniejszonym nacisku jednostkowym (bak paliwa z boku kabiny)[3]
- DT-75P (ДТ-75П) „Kazachstan” – model przemysłowy produkowany w PMZ[9]
- DT-75RM (ДТ-75РМ) – inny silnik (bak paliwa z boku kabiny)[3]
- DT-75S (ДТ-75С) „Wołżanin” – automatyczna skrzynia biegów z przekładnią hydromechaniczną (1976 rok)[3]
- DT-75MŁK, DK, KP, KPM – wersje kołowe produkowane w małych seriach w PMZ od 1991[9]
- Agromasz 90TG – zmodernizowany model z 2009 roku z silnikiem Sisu, większą kabiną, plastikową maską silnika[3]

## Opis
Stosowano silniki wysokoprężne, czterocylindrowe rzędowe, czterosuwowe:
- SMD-14 –  moc 75–80 KM, produkcji Charkowskiego Zakładu Silników „Sierp i Młot” (pierwszy model DT-75)[3][2]
- SMD-14NG[7]
- SMD-18N[7]
- A-41 – moc 90 KM przy 1750 obr./min produkcji Ałtajskiego Zakładu Silników (AMZ) (DT-75M)[2]
- A-41I (DT-75D)[1]
- A-41SI – z rozrusznikiem elektrycznym (DT-75D)[1]
- D-440-22 – z turbosprężarką, moc 98 KM przy 1750 obr./min (DT-75D, P)[1][9]

Rozruch silnika następował przy pomocy dwusuwowego gaźnikowego silnika startowego PD-10M2 (DT-74) lub PD-10U (DT-75M), o mocy 10 KM, uruchamianego rozrusznikiem elektrycznym, chłodzonego wodą, którego drugim zadaniem było podgrzanie silnika zasadniczego. Silnik wersji A-41SI nie posiadał silnika rozruchowego, a jedynie rozrusznik. Skrzynia biegów miała siedem biegów do przodu i jeden do tyłu.
Zawieszenie składa się z dwóch dwukołowych wózków resorowanych sprężynami śrubowymi (z podwójnymi metalowymi kołami), zawieszonych wahliwie po każdej ze stron. Gąsienicowy układ jezdny dopełniają zębate koła napędowe z tyłu, koła napinające z przodu i dwa podwójne koła podtrzymujące po każdej stronie. Gąsienice mają szerokość 390 mm. Tylny most posiada planetarne przekładnie skrętu.
DT-75 rozwijał prędkość od 3,3 do 9,2 km/h, a DT-75M od 5,3 do 11,2 km/h.
Standardowo ciągnik posiadał całkowicie zamkniętą przeszkloną kabinę kilku modeli. Spotykano też w gorącym klimacie ciągniki bez kabiny, a jedynie z daszkiem na pałąkach.